# Теншоин
Теншоин (天璋院, 5. фебруар 1836 — Токио, 20. новембар 1883.), позната и као Ацуко (篤子), била је званична жена Токугаве Ијесаде (徳川 家定) тринаестог шогуна Токугава шогуната.

## Биографија
Теншоин је рођена у Кагошими 1835. кодине као ћерка Ојуки и Шимазу Тадатакеа главе породице Имаизуми-Шимазу (今和泉島津) која је била огранак Шимазу клана у области Сацума.
Родитељи су је по рођењу назвали Кацу (一) али када је Шимазу Наријакира усвојио 1853. добила је ново име Ацуко (篤子). Пошто је Наријакира био даимјо ословљавана је са Ацу-химе а након што је поново усвојена од стране Фуџивара породице (како би имала одговарајућу породичну позадину за удају за шогуна) Коное Тадахиро јој даје ново име које гласи Фуџивара но Сумико (藤原の敬子).
Теншоин (тада Кацу) изабрана је да помогне Наријакири у политичким намерама. Период у коме је живео и радио био је веома нестабилан услед обарања политике затворености, претње од спољне политике и рата, смрти шогуна и реизбора новог. Питање новог шогуна у турбулентним временима постало је горуће питање због става коју ће нови владар Јапана имати према странцима а као подршка новом шогуну Теншоин је изабрана као будућа супруга.
За те потребе Теншоин званично напушта Сацуму 21. августа 1853. а одатле путује за Кјото (због поновног усвајања) а затим и до Еда (садашњег Токија). У Сацуму се више никад неће вратити.
До брака долази 18. новембра 1856. кад званично постаје мидаидокоро (званична супруга) шогуна Ијесаде. Две године касније умиру и Ијесада и Наријакира. Одлучено је да нови шогун буде Токугава Ијемочи а Ацуко, као удовица, постаје 26. августа 1858. будистичка монахиња, узимајући по обичају ново име, Теншоин. Све до 1862. подржавала је покрет Кобу гатаи ("унија шогуната и царског двора") будући да се за те потребе Ијемочи (који је био њен усвојени син) оженио царском принцезом Мазу но Мија Чикако, ћерком цара Нинка и млађе сестре цара Комеија. Након тога област Сацума тражи повратак Теншоин али она то одбија и остаје у Еду. Године 1866. умире и Ијемочи па последњи шогун, Јошинобу, преузима власт у своје руке непосредно пред избијање грађанског рата. Током меиџи обнове Теншоин помаже у преговорима за мирну предају Едо замка Соно џои побуњеницима (касније званичне царске војске) и спречава даље крвопролиће.
Остатак живота проводи бринући се о Токугави Ијесатоу који је био званични наследник (16. по реду) Токугава клана. Сели се у Токугава резиденцију у Сендагаји, део области Шибуја у Токију (Едо је после Меиџи обнове преименован у Токио) где остаје до краја живота. Боловала је од Паркинсонове болести од чијих последица умире 20. новембра 1883. у својој 47 години. Сахрањена је у храму Канеиџи у Уену (део Токија) заједно са својим мужем Ијесадом.
У чувеној Таига драми које државна телевизија Јапана сваке године снима и емитује о историјским личностима Јапана, серија из 2008. под називом Ацухиме (која се састоји од 50 епизода је посвећења) њеном животу. Главна улога поверена је глумици Аои Мијазаки.